# بوبي هوستون
بوبي هوستون (بالإنجليزية: Bobby Houston)‏ (21 يناير 1952 في المملكة المتحدة - ) هو لاعب كرة قدم بريطاني في مركز الظهير. لعب مع نادي بارتيك ثيسل ونادي كيلمارنوك ورابطة كرة القدم الاسكتلندية الحادية عشر ‏ ونادي غرينوك مورتون.